# Vanessa Lann
Vanessa Lann (Brooklyn, 6 d'abril, 1968) és una compositora neerlandesa-nord-americana que viu als Països Baixos.
Lann és coneguda per les composicions contemporànies per a instruments infrautilitzats com el clarinet baix, el fagot i el piano de joguina. Les seves composicions han estat emeses a la ràdio, gravades en discos compactes i interpretades en festivals de música d'Europa i d'Amèrica del Nord. Ha escrit nombrosos tipus de composicions, inclosos concerts i òperes.
El 1990, va ser directora musical de l'American Repertory Theatre. El crític David Toub va descriure la seva música com "interpretada per experts" i el crític musical del New York Times Allan Kozinn va qualificar la seva composició Is a Bell ... a Bell? com una "partitura rítmica impulsiva que era encantadora amb el seu ús de dos pianos de joguina per treure diferents qualitats tímbriques". Un altre crític musical, Jed Distler va afirmar que les seves composicions són "una escriptura de teclat i humor amable."
La crítica del diari Volkskrant, Frits van der Waa, ha revisat la seva música en nombroses ocasions i el 2005 va descriure-la com una "tensió sucosa intensa però dolça" i la seva composició per al Festival de Música de Cambra de Delft de l'any 2007 com "preciosa". Així mateix, el 2013 va qualificar la seva òpera d'una hora de durada The Silence of Saar com una "sèrie interminable de variacions al·lucinants".

## Obra
- Moonshadow sunshadow[15]
- Lullabye for a young girl dreaming[16]
- O Whispering Suns[17]
- The Silence of Sarah[18]
- Entraced By The Beckoning Light per a piano sol (escrit per a la pianista i compositora indonèsia Ananda Sukarlan)